# アフリカマナティー
アフリカマナティー（学名：Trichechus senegalensis）は海牛目マナティー科マナティー属の哺乳類。旧世界に分布する唯一のマナティー。

## 分布
アフリカ大陸西海岸熱帯域の沿岸部及び河川や湖沼に生息する。

## 特徴
体長4.5m、体重360kg。
主な食物は水生植物で、70種以上の水生植物がエサとして食べられた記録がある。水生植物の他にも、貝類などを食べる雑食性で、これは他のマナティーとは異なる点である。浅く静かな水域を好む。海水域と淡水域の間を自由に移動し、河川が浅く急峻になってこれ以上進むことができなくなるまで河川を遡る。天敵はサメやクロコダイル。